# Gallirallus sylvestris
Gallirallus sylvestris é uma espécie de ave da família dos ralídeos, endêmica da Ilha de Lord Howe.